# Obrzęk Reinkego
Obrzęk Reinkego (łac. oedema Reinke) jest chorobą fałdów głosowych. Występuje w szczelinowatej przestrzeni podnadbłonkowej fałdów głosowych (przestrzeni Reinkego), która nie posiada gruczołów i naczyń limfatycznych. Obrzęk występuje głównie obustronnie, niesymetrycznie na fałdach głosowych; przeważnie na ich górnej powierzchni, w przedniej części.

## Przyczyny
Głównymi przyczynami jest stałe i powtarzające się drażnienie śluzówki krtani. Podrażnienia mogą być powodowane wdychaniem przemysłowych toksyn wziewnych (praca w zanieczyszczonych chemicznie i nie wentylowanych pomieszczeniach), wdychanie dymu tytoniowego, ciągłe i powtarzające się nadwyrężanie głosu (np. nauczyciele).

## Objawy
Pierwszymi objawami obrzęku Reinkego jest chrypka (bez bólu gardła czy innych objawów przeziębienia), następnie głos staje się coraz bardziej zachrypnięty, a w przypadku obrzęków dużych (nieleczonych) występują u chorego duszności, trudności z oddychaniem oraz chrapanie.

## Leczenie
Leczenie odbywa się mikrochirurgiczne.

## Klasyfikacja ICD10
| kod ICD10     | nazwa choroby                                                     |
| ------------- | ----------------------------------------------------------------- |
| ICD-10: J38   | Choroby strun głosowych i krtani, niesklasyfikowane gdzie indziej |
| ICD-10: J38.4 | Obrzęk krtani                                                     |